# Tina chapelieriana
Tina chapelieriana är en kinesträdsväxtart som först beskrevs av Jacques Cambessèdes, och fick sitt nu gällande namn av Cornelis Kalkman. Tina chapelieriana ingår i släktet Tina och familjen kinesträdsväxter. Inga underarter finns listade i Catalogue of Life.